# René Queyroux
René Paul Martial Queyroux (* 22. Dezember 1927 in Halluin; † 10. August 2002 in Lyon) war ein französischer Fechter.

## Erfolge
René Queyroux wurde 1955 in Rom und 1963 in Danzig mit der Mannschaft Vizeweltmeister. Im Mannschaftswettbewerb sicherte er sich zudem 1958 in Philadelphia und 1959 in Budapest Bronze. Bei den Olympischen Spielen 1956 in Melbourne erreichte er mit der französischen Equipe die Finalrunde, die sie hinter Italien und Ungarn und vor der britischen Mannschaft auf dem dritten Rang beendete. Gemeinsam mit Yves Dreyfus, Daniel Dagallier, Armand Mouyal und Claude Nigon erhielt Queyroux somit die Bronzemedaille. Die Einzelkonkurrenz schloss er auf dem sechsten Rang ab.